# Altenveldorf
Altenveldorf ist ein Ortsteil der Stadt Velburg im Oberpfälzer Landkreis Neumarkt in der Oberpfalz in Bayern.

## Geographie
Das Kirchdorf Altenveldorf liegt im Oberpfälzer Jura etwa 1200 m südlich des Velburger Ortskerns auf circa 487 m über NHN am Frauenbach, der in südlicher Richtung der Schwarzen Laber zufließt.

## Ortsname
„Vel“ bedeutet Wald; (Alten-)Veldorf ist die Vorgängersiedlung von Velburg.

## Verkehr
Der Ort liegt an der Staatsstraße 2251. Von der Staatsstraße 2220 ist Altenveldorf über eine abzweigende Verbindungsstraße zu erreichen.

## Geschichte
Im Alten Reich unterstand der Ort hochgerichtlich dem seit 1217 wittelsbachischen Pflegamt Velburg. Im Urbar dieses Amtes von circa 1231/37 ist „Veldorf“ mit 1 Hof, 3 Lehengüter, der Niedermühle, der Neuen Mühle und 3 weiteren Mühlen, im Urbar von 1326 mit 2 Höfen, 2 Lehen, 6 Huben und 4 Mühlen verzeichnet. Nachdem die Wiesbecken/Wispecken zu Velburg 1507 von Herzog Friedrich mit der Herrschaft Velburg belehnt wurden, kauften sie 1510 den Maierhof  und 1564 die obere Mühle Altenveldorfs. Um 1600 bestand Altenveldorf aus einem Hof, 9 Gütern und der Pognermühle, die grundherrschaftlich dem Amt Velburg gehörten. Am Ende des Alten Reiches, um 1800, sind 18 Anwesen nachweisbar, darunter ein großer Hof, 2 Halb- und 2 Viertelhöfe, ansonsten kleinere Anwesen und ein gemeindliches Hirtenhaus.
Im Königreich Bayern (1806) wurde um 1810 der Steuerdistrikt Klapfenberg gebildet, dem neben Klapfenberg Altenveldorf und drei Mühlen angehörten. Mit dem Gemeindeedikt vom 15. Mai 1818 wurde Altenveldorf eine eigene parsbergisch-landgerichtliche Ruralgemeinde, zusammen mit der Regenfußmühle und der Schallermühle. 1830 wurde diese Gemeinde mit der Gemeinde Oberweiling vereinigt; von da ab war das Kirchdorf Altenveldorf Ortsteil dieser Gemeinde. In diesem Ortsteil wohnten
- 1836 92 Einwohner (17 Häuser),[6]
- 1867 76 Einwohner (36 Gebäude, 1 Kirche),[7]
- 1875 68 Einwohner (35 Gebäude; an Großviehbestand 2 Pferde und 51 Stück Rindvieh),[8]
- 1900 67 Einwohner (18 Wohngebäude),[9]
- 1925 99 Einwohner (18 Wohngebäude),[10]
- 1938 76 Einwohner (nur Katholiken),[11]
- 1950 97 Einwohner (19 Wohngebäude),[12]
- 1987 113 Einwohner (26 Gebäude mit Wohnraum, 33 Wohnungen).[13]

Im Zuge der bayerischen Gebietsreform  wurde am 1. Januar 1972 die Gemeinde Oberweiling und damit auch Altenveldorf in die Stadt Velburg eingegliedert.
Südöstlich des Dorfes gibt es einen Naturbadesee, der einen Hektar groß ist und mit Quellwasser gespeist wird. Er wurde im Zuge der Flurbereinigung 1973 bis 1975 angelegt.

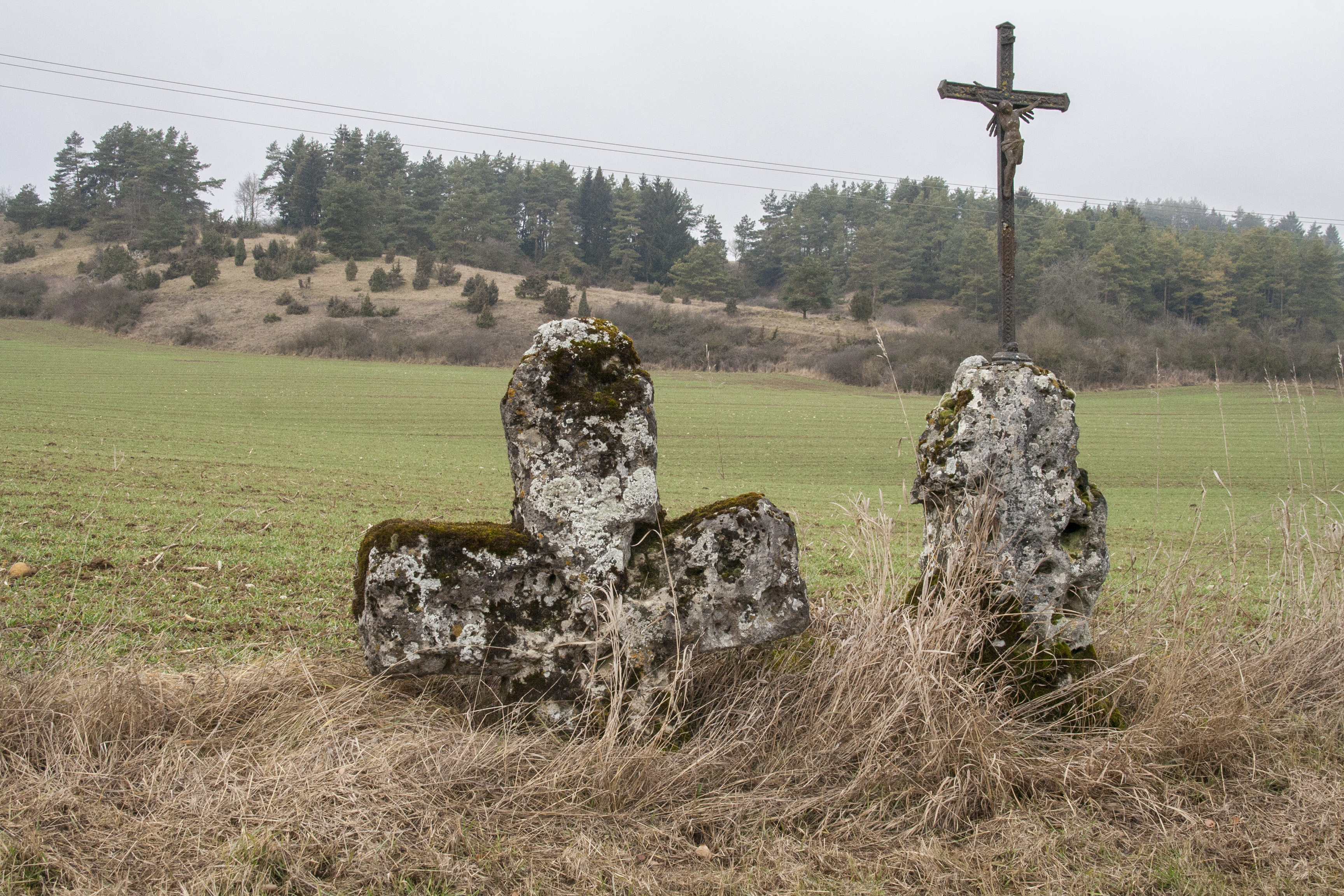
Beim Steinkreuz von Altenveldorf

### Kirchliche Verhältnisse
Die Kirche St. Johannes der Täufer von Altenveldorf ist eine Filialkirche der katholischen Pfarrei Oberweiling im Bistum Eichstätt, heute dem Pfarrverband Velburg zugehörig. Von 1548 bis 1620 war mit Pfalz-Neuburg die Pfarrei und damit auch die Bewohner von Altenveldorf evangelisch. Die Kirche wurde 1635 erbaut und 1767 renoviert. Sie gilt als Baudenkmal, ebenso ein wohl mittelalterliches Steinkreuz aus Kalkstein südlich des Dorfes auf der Höhe der Neumühle; daneben befindet sich ein gusseisernes Kreuz auf einem unbearbeiteten Kalksteinsockel.
Siehe auch Liste der Baudenkmäler in Velburg#Altenveldorf 